# Domenico Tintoretto
Ne doit pas être confondu avec Le Tintoret.
Dominique Tintoret, aussi connu sous les noms de Domenico Robusti et Domenico Tintoretto, né en 1560 à Venise et mort le 17 mai 1635 dans la même ville, est un peintre italien de Venise. Il grandit sous la tutelle de son père, le peintre Le Tintoret.

## Œuvres
- Dame montrant sa poitrine, 1580-1590, musée du Prado
- Ex-voto de Matteo Soranzo, vers 1580-1590, Musée de Grenoble[1]
- Joachim chassé du temple  1587 Église San Trovaso
- Renaud et Armide, huile sur toile, musée des beaux-arts d'Agen,
- Portrait de Galilée (1605-1607),
- Portrait du doge Pietro Lando,
- Portrait du doge Francesco Donato,
- Portrait du doge Marino Grimani, Cincinnati Art Museum.
- Tancrède baptisant Clorinde, Musée of Fine Arts, Houston.
- Allégorie de la Prudence,
- Bacchus, Ariane et Vénus,
- Le Triomphe de Venise, plafond de palais des doges, Venise
- Le Doge Giovanni Bembo agenouillé devant une personnification de Venise,
- La Madeleine pénitente, musées du Capitole, Rome.
- Le Christ couronné d'épines, musées du Capitole, Rome.
- Femme en noir

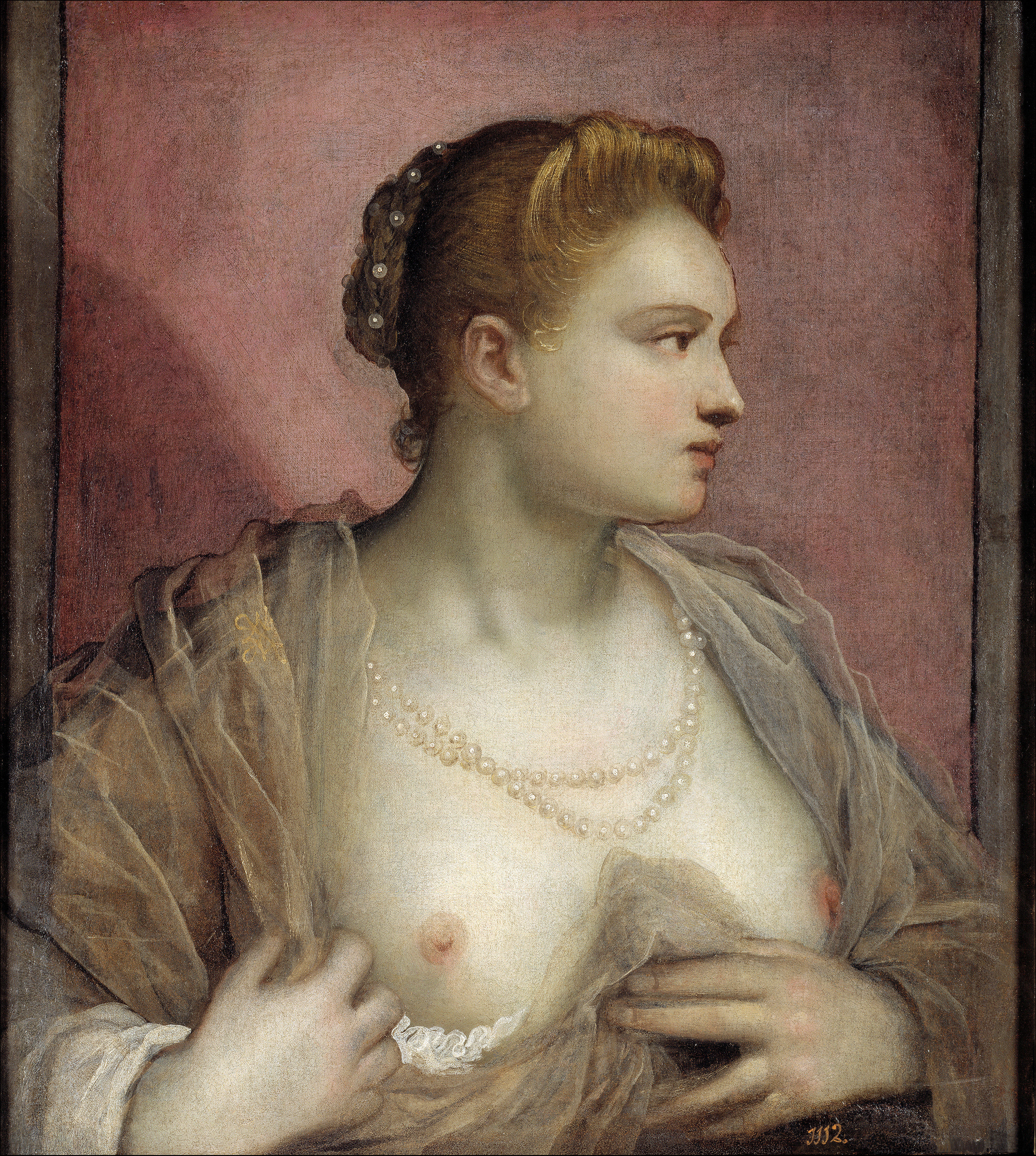
Dame montrant sa poitrine (1580-1590), musée du Prado.
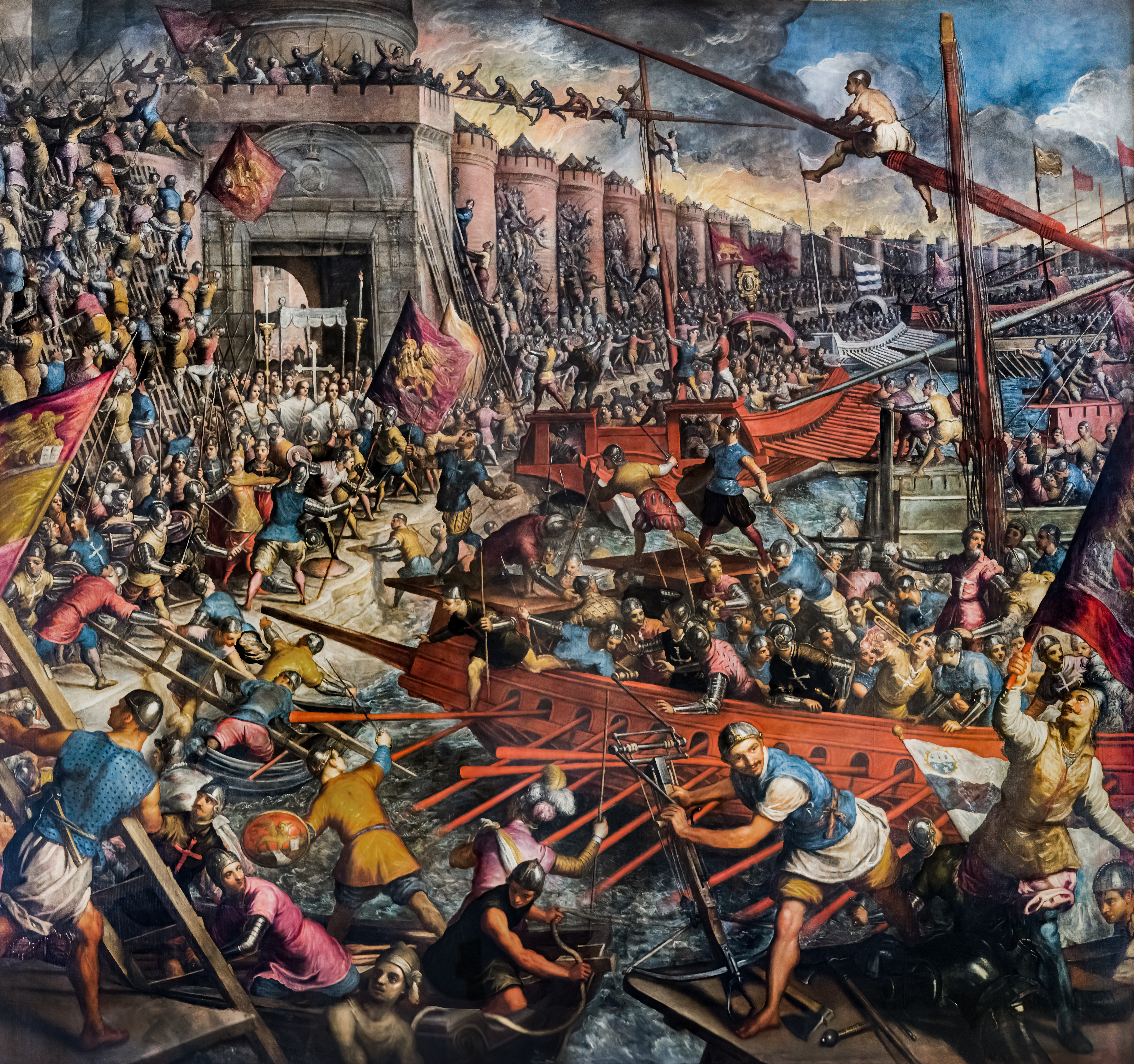
Chute ou deuxième prise de Constantinople, palais des Doges Venise.
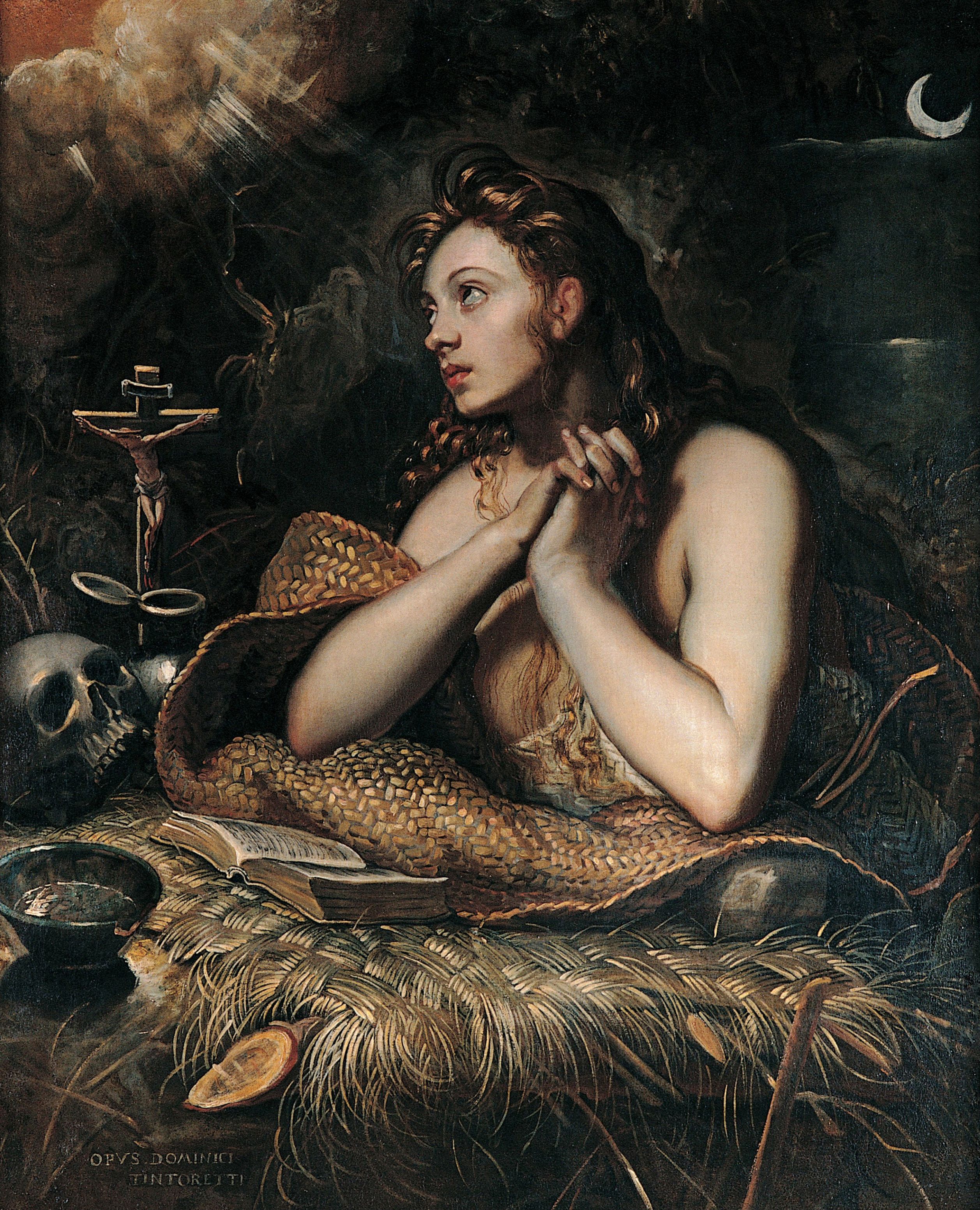
Marie-Madeleine (1588-1602), musée du Capitole.
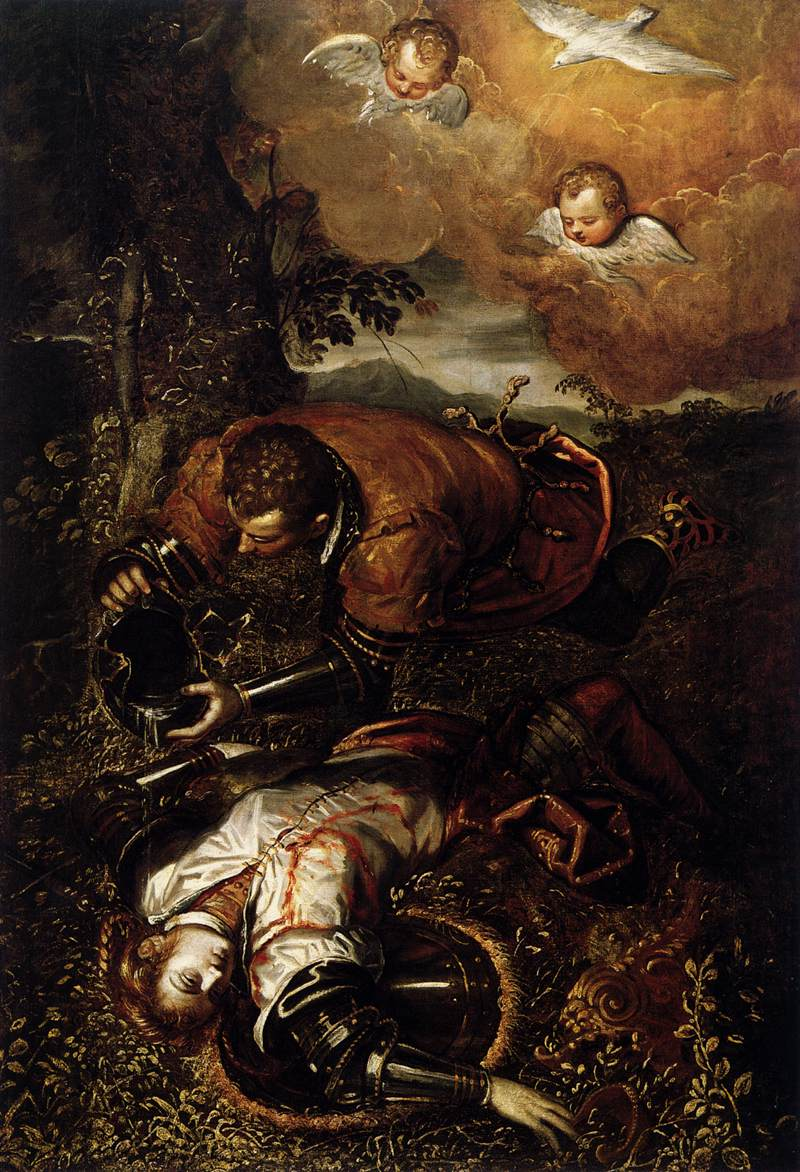
Domenico Tintoretto, Tancrède baptisant Clorinde, Museum of Fine Arts (Houston), 1585.